# Storm (1898)
Storm – norweski torpedowiec z końca XIX wieku, jedna z trzech zbudowanych jednostek typu Storm. Okręt został zwodowany 1 czerwca 1898 roku w stoczni Horten Verft w Horten i w tym samym roku wszedł w skład norweskiej marynarki. Podczas kampanii norweskiej w 1940 roku jednostka walczyła w obronie Bergen, a 13 kwietnia 1940 roku została zniszczona przez Luftwaffe po wejściu na mieliznę nieopodal Bømlo.

## Projekt i budowa
Torpedowce 1. klasy typu Storm zostały zaprojektowane w niemieckiej stoczni Schichau na bazie torpedowców typu S 67 .
„Storm” zbudowany został w stoczni Horten Verft . Nieznana jest data położenia stępki, a zwodowany został 1 czerwca 1898 roku .

## Dane taktyczno-techniczne
Okręt był torpedowcem o długości całkowitej 39,9 metra, szerokości 4,8 metra i zanurzeniu od 1,1 metra na dziobie do 2,15 metra na rufie . Wyporność normalna wynosiła 83 tony, a pełna 107 ton . Jednostka napędzana była przez pionową maszynę parową potrójnego rozprężania o mocy 1100 KM, do których parę dostarczały dwa kotły . Prędkość maksymalna napędzanego jedną śrubą okrętu wynosiła 21 węzłów . Okręt zabierał zapas 17 ton węgla .
Na uzbrojenie artyleryjskie jednostki składały się dwa pojedyncze działka kalibru 37 mm QF Hotchkiss L/45 . Broń torpedową stanowiły dwie pojedyncze wyrzutnie kal. 450 mm .
Załoga okrętu składała się z 23 oficerów, podoficerów i marynarzy .

## Służba

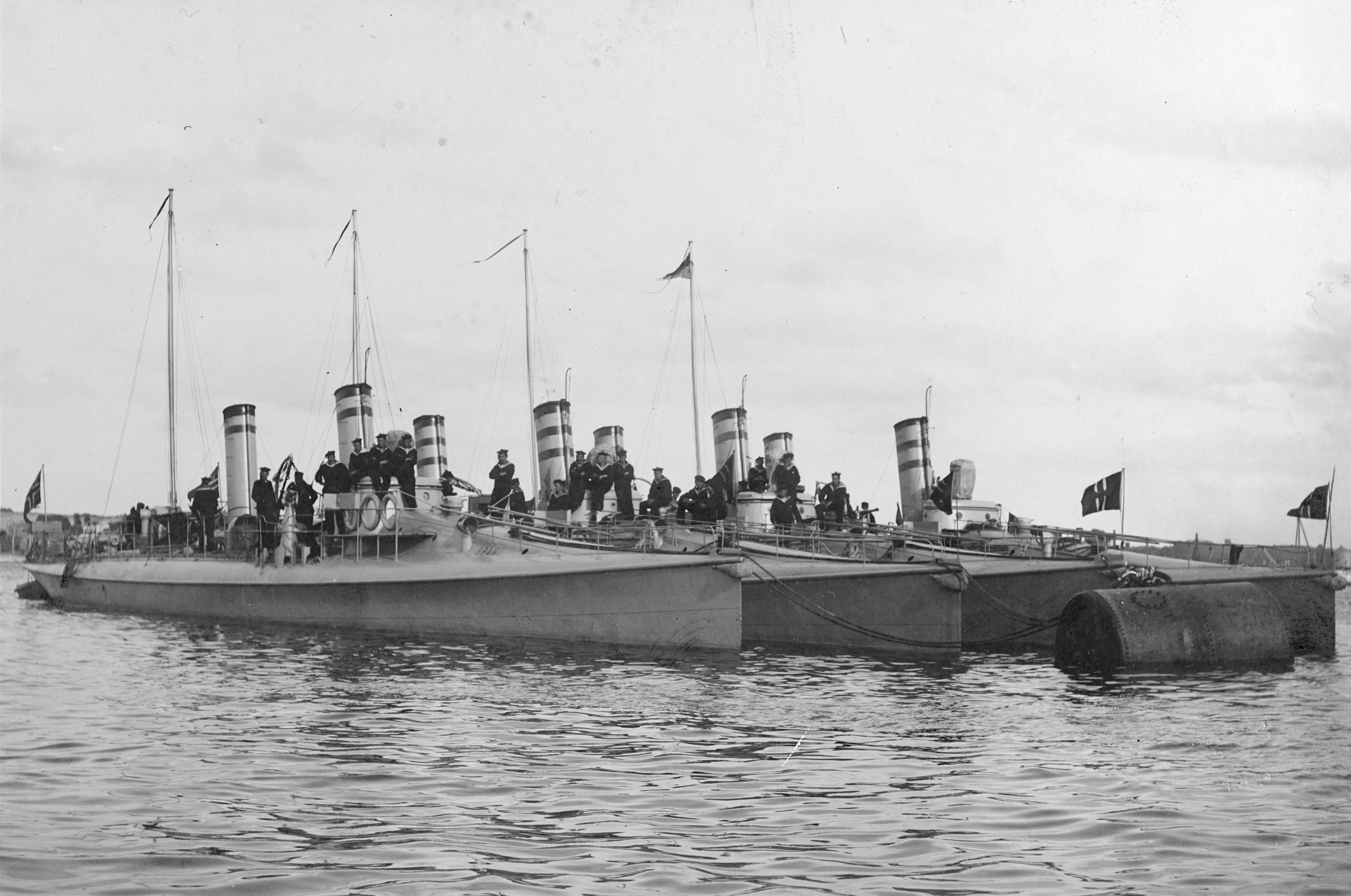
Torpedowce typu Storm w 1900 roku

„Storm” został przyjęty w skład Królewskiej Marynarki Wojennej w 1898 roku . W 1940 roku wysłużona siłownia pozwalała jednostce osiągnąć prędkość około 17,5 węzła . W momencie ataku Niemiec na Norwegię wchodził w skład 4 dywizjonu torpedowców, stacjonując w Bergen . Dowódcą okrętu był porucznik Pettersen. W nocy z 8/9 kwietnia 1940 roku „Storm” patrolował pod Bergen i wykrył niemiecki zespół desantowy płynący w celu zajęcia portu, z krążownikami „Köln” i „Königsberg” na czele. Nie zdążył zaatakować krążowników, które już przeszły, natomiast o godzinie 2.20 wystrzelił jedną torpedę do dalszej jednostki, prawdopodobnie okrętu-bazy „Carl Peters”. Atak jednak nie był skuteczny – torpeda prawdopodobnie przeszła przed płynącym wolniej celem (torpeda później została odnaleziona, z uszkodzoną głowicą). W kierunku torpedowca ruszyły kutry torpedowe S21 i S24, lecz „Storm” zdołał ukryć się między wyspami, płynąc z maksymalną prędkością. Później tej nocy nie odnalazł już przeciwnika. Po zajęciu Bergen przez wroga jednostka wraz z innymi ocalałymi okrętami norweskimi wycofała się do Hardangerfjordu . 13 kwietnia 1940 roku „Storm” najpierw wszedł na mieliznę nieopodal Bømlo, a następnie został zniszczony przez niemieckie lotnictwo .